# Сулёвр-ан-Бокаж
Сулёвр-ан-Бокаж (фр. Souleuvre en Bocage) — новая коммуна на севере Франции, регион Нормандия, департамент Кальвадос, округ Вир, кантон Конде-ан-Норманди. Расположена в 14 км к северу от Вира и в 52 км к юго-западу от Кана, в 13 км от автомагистрали А84 "Дорога эстуарий".
Население (2018) — 8 899 человек.

## История
Коммуна образована 1 января 2016 года путем слияния двадцати коммун, ранее составлявших кантон Ле-Бени-Бокаж: 
- Больё
- Бюр-ле-Мон
- Кампо
- Карвиль
- Этуви
- Ла-Ферьер-Аран
- Ла-Граври
- Ле-Бени-Бокаж
- Ле-Рекюле
- Ле-Турнёр
- Маллуэ
- Монтами
- Мон-Бертран
- Моншове
- Сен-Дени-Мезонсель
- Сент-Мари-Ломон
- Сен-Мартен-де-Безас
- Сен-Мартен-Дон
- Сент-Уан-де-Безас
- Сен-Пьер-Тарантен

Центром коммуны является Ле-Бени-Бокаж. От этого же города к новой коммуне перешли почтовый индекс и код INSEE. На картах в качестве координат Сулёвр-ан-Бокажа указываются координаты Ле-Бени-Бокаж.

## Достопримечательности
- Остатки виадука XIX века, построенного по проекту Густава Эйфеля для железнодорожной ветки Кан-Вир и разрушенного в 1970 году
- Шато де ла Кур ле Ба (de la Cour de Bas) в Бюр-ле-Моне
- Галлы XIX века в Сен-Мартен-де-Безас
- Церковь Нотр-Дам и Святой Анны XV века в Карвиле
- Церковь Нотр-Дам XIII-XV веков в Ла-Граври
- Мегалит Плюмодьер в Моншове
- Часовня Нотр-Дам-дю-Бокаж в Ле-Рекюле

## Экономика
Структура занятости населения:
- сельское хозяйство — 20,4 %
- промышленность — 16,3 %
- строительство — 6,7 %
- торговля, транспорт и сфера услуг — 27,3 %
- государственные и муниципальные службы — 29,2 %

Уровень безработицы (2017) — 10,7 % (Франция в целом —  13,4 %, департамент Кальвадос — 12,5 %). 

Среднегодовой доход на 1 человека, евро (2018) — 20 380 (Франция в целом — 21 730, департамент Кальвадос — 21 490).

## Администрация
Пост мэра Сулёвр-ан-Бокажа с 2016 года занимает Ален Декломениль (Alain Declomesnil), до этого бывший мэром коммуны Ле-Рекюле. На муниципальных выборах 2020 года возглавляемый им независимый список был единственным.
| Период | Период | Фамилия          | Партия        | Примечания                                                                 |
| ------ | ------ | ---------------- | ------------- | -------------------------------------------------------------------------- |
| 2016   |        | Ален Декломениль | Разные правые | фермер член Генерального совета департамента, бывший мэр коммуны Ле-Рекюле |

## Города-побратимы
- Слагем, Великобритания
- Кшивинь, Польша